# 蓋特機器人號
《蓋特機器人號》（日语：ゲッターロボ號）是於1991年2月11日至1992年1月27日於日本東京電視台放映的機械人動畫，全50話。另外，由石川賢所作的同名漫畫在故事上與動畫非常不同，融入了「蓋特機器人SAGA」中的相關劇情。
香港於1992年12月28日由無綫電視翡翠台於閃電傳真機時段內播放。

## 故事簡介
動畫版
西暦200X年，硬度比鑽石高二百倍的「G鑛石」被發現，研究開發G鑛石而在北極建造的多国籍開發基地「Polar Station」被瘋狂科學家「蘭多教授」所劫持，他率領以G鑛石為裝甲的巨大機械怪獸「金屬獸」軍團進行世界征服的野望。日本防衛廳為對抗之，向北海道佐呂間湖畔的NISAR（日本国際航空宇宙技術公團），擁有以G鑛石製作出宇宙開發用機械人「蓋特機器人」請求協助。
初期蓋特機器人為一體式機器人，因沒有變形及合體功能，只有一文字號一人駕駛，跟怪獸長期近距離作戰非常吃力，需要靠隊友搭乘直升機來協助蓋特作戰及運輸，第10話後要因應各地形作戰，把蓋特改造成變形及合體陸海空三用，第11話可變及合體的「蓋特機器人」正式出場，三架戰機分別由一文字號駕駛「蓋特1」、橘翔駕駛「蓋特2」、大道剴駕駛「蓋特3」，並可組成「蓋特號」、「蓋特翔」、「蓋特剴」。
漫畫版
在北極基地建起蛇牙城的蘭多教授發表了征服全世界的宣言。為了對抗擁有金屬獸的蘭多，曾經是蓋特小隊一員的神隼人為了替與橘信一博士共同開發的新型蓋特機器人尋找操控者，發掘了擁有非凡身體能力和堅韌精神的男人「一文字號」。及後，號聯同橘博士的女兒「橘翔」、對蓋特抱有愛情的機械師「大道剴」一起組成新的蓋特小隊。

## 主題曲
片頭曲
「21世紀少年（21st Century Boy）」（第1 - 14話）
作詞：尾上文 / 作曲：岡井大二 / 編曲：遠山裕、岡井大二 / 主唱：貴水博之
第11話用作插曲。
（第15 - 50話）
作詞：康珍化 / 作曲、編曲：渡辺宙明 / 主唱：水木一郎、
第13話用作配樂，第18、25、29、37話則用作插曲。
「正義」（香港版主題曲）
作曲、編曲：盧東尼 / 作詞：向雪懷 / 主唱：黎瑞恩
片尾曲
「GRIEVOUS RAIN」（第1 - 14話）
作詞： / 作曲：大堀薫 / 編曲：遠山裕 / 主唱：貴水博之
（第15 - 50話）
作詞：康珍化 / 作曲・編曲： / 主唱：水木一郎
插曲
所有歌曲的作曲為渡辺宙明、編曲為石田勝範
「NISAR」（第32、36、39、44話）
作詞：松本一起 / 主唱：水木一郎

作詞：松本一起 / 主唱：草尾毅
「Dear Friends」（第50話）
作詞：松本一起 / 主唱：沢崎靖英
（第37、42話）
作詞：康珍化 / 主唱：堀江美都子

作詞：松本一起 / 主唱：沢崎靖英
（第35、36、42、50話）
作詞：松本一起 / 主唱：水木一郎

作詞：松本一起 / 主唱：堀江美都子

## 外部連結
- 東映アニメーション公式 （页面存档备份，存于）（日語）
- 東映アニメBBプレミアム（動画配信サイト、全話あらすじあり） （页面存档备份，存于）（日語）